# فرانكو تشيوكسيولي
فرانكو تشيوكسيولي (بالإيطالية: Franco Chioccioli)‏ مواليد 25 أغسطس 1959 في إيطاليا، هو دراج إيطالي سابق في صنف سباق الدراجات على الطريق.

## سباقات أو مراحل فاز بها
- طواف فرنسا
- طواف سويسرا
- طواف إيطاليا

## روابط خارجية
- فرانكو تشيوكسيولي على موقع أرشيف الدراجات (الإنجليزية)
- فرانكو تشيوكسيولي على موقع إحصائيات الدراجات الإحترافية (الإنجليزية)
- فرانكو تشيوكسيولي على موقع CycleBase (الإنجليزية)